# 贾姆希德·本·阿卜杜拉
賈姆希德·本·阿卜杜拉·布賽義迪，GCMG（阿拉伯语：‎；1929年9月16日—2024年12月30日）為尚吉巴蘇丹國的最後一任蘇丹。其中在1963年12月10日，尚吉巴蘇丹國成為獨立的大英國協之君主立憲國。然而在一個月後，即1964年1月12日爆發了桑給巴爾革命，導致他被推翻。他首先流亡至阿曼，但是因為沒有被允許其永久定居，後來他與配偶跟子嗣流亡英國朴茨茅斯。
儘管日後賈姆希德·本·阿卜杜拉的子女與兄弟姊妹都搬迁至阿曼定居了，但是本人仍不被允許定居阿曼，直至2020年9月，阿曼的新蘇丹海賽姆·本·塔里克·阿勒賽義德改變了立場並准許他至阿曼定居為止。然而此時他已經是作為阿曼王朝的成員，而非名義上的尚吉巴蘇丹。
2024年12月30日，贾姆希德·本·阿卜杜拉于阿曼马斯喀特逝世，享耆壽95岁，葬于皇家陵园。